# Thamnobryum corticola
Thamnobryum corticola är en bladmossart som beskrevs av De Sloover 1983. Thamnobryum corticola ingår i släktet rävsvansmossor, och familjen Neckeraceae. Inga underarter finns listade i Catalogue of Life.